# بيتر تشيروزكي
بيتر تشيروزكي (بالألمانية: Peter Czernotzky)‏ (مواليد 18 فبراير 1947) لاعب كرة قدم ألماني سابق لعب في مركز الدفاع من عام 1967 إلى 1976 في الدوري الألماني بمجموع 135 مباراة وسجل هدفا واحدا. لعب مع أندية بوروسيا نوينكيرشن ونورنبرغ وروت فايس إيسن وفورتونا دوسلدورف وبوروسيا دورتموند.

## روابط خارجية
- بيتر تشيروزكي على موقع قاعدة بيانات كرة القدم.إي يو (الإنجليزية)
- بيتر تشيروزكي على موقع بيانات كرة القدم. دي إي (الألمانية)